# Libra (unidad de masa)

Países (en rojo) donde es oficial la libra y no ha sido sustituida por el kilogramo

La libra (lb) actualmente es una unidad de masa, usada desde la Antigua Roma como unidad de peso. La palabra (derivada del latín) significa «escala o balanza», y todavía es el nombre de la principal unidad de masa usada en los Estados Unidos y en algunos países de habla hispana.
La libra ha tenido valores muy diversos a lo largo de la historia, especialmente en la antigüedad, y la libra que todavía se utiliza es la libra avoirdupois, por lo que si se menciona la palabra «libra» refiriéndose a la masa, se entiende que se está hablando de esta libra avoirdupois.
Una libra actual equivale a 0,453 592 37 kilogramos y a su vez un kilogramo es igual a 2,204 622 62 libras avoirdupois.

## Historia
Mucho después de la caída del Imperio romano de Occidente, las diversas regiones del antiguo imperio fueron tomando su modo particular de estimar el valor de una libra, y surgieron numerosas unidades de peso también llamadas libra.
La libra romana, utilizó diversos estándares, fundamentalmente, libra ligera y libra pesada y varió entre distintos momentos. Basándose en registros y en restos arqueológicos, a nivel genérico equivalía a 273 gramos (libra ligera) y a 327,4 gramos (libra pesada). Como unidad monetaria de cuenta se usaba la libra griega, de 327,4 gramos, que equivalía a la libra pesada romana.
Mucho tiempo después había problemas al pesar una mercancía en diferentes unidades denominadas libra. Para acabar con ese problema, Antoine Lavoisier propuso sustituir las libras y otras antiguas unidades en toda Europa, por una unidad nueva de peso, el grave (de gravedad), dividido en 1000 gramos.
Con el paso del tiempo, todas las naciones europeas, excepto el Reino Unido, abandonaron el uso de sus libras para sustituirlas por el kilogramo. Los Estados Unidos, así como algunos países latinoamericanos, que todavía usaban la libra castellana (460 gramos), pero cuyas culturas fueron en gran medida influidas por la estadounidense durante el siglo XX (como Puerto Rico, El Salvador, Guatemala, Cuba, Ecuador y Panamá), cambiaron el valor por el de la libra avoirdupois, y continúan usándola.

## Uso actual
Los Estados Unidos y países de la Mancomunidad de Naciones acordaron sobre definiciones comunes para la libra y la yarda. Desde el 1 de julio de 1959, la Libra avoirdupois internacional (símbolo lb) ha sido definida como exactamente 0.453 592 37 kg.
En el Reino Unido, el uso de la libra internacional fue implementado en el «Weights and Measures Act 1963»:

La yarda o el metro deberán ser las unidades de medida de longitud y la libra o el kilogramo deberán ser la unidad de medida de masa por referencia a la cual cualquier medición que involucre una medición de longitud o masa deber ser hecha en el Reino Unido, y

(a) la yarda será de 0.9144 metros, exactamente,

(b) la libra será de 0.453 592 37 kilogramos, exactamente.

Weights and Measures Act, 1963, Section 1(1)

Una libra avoirdupois es igual a 16 onzas avoirdupois y exactamente 7000 granos. El factor de conversión entre el kilogramo y la libra internacional fue por eso escogida para ser divisible por 7 con una representación decimal final, y un grano (internacional) es así igual a exactamente 64.798 91 miligramos.
En el Reino Unido, el proceso de metrificación y directivas de unidades de medición europeas fueron esperadas para eliminar el uso de la libra y onza, pero en 2007, la Comisión Europea abandonó ahí el requerimiento de etiquetado solo-métrico en empacado de bienes, y permitió el marcado dual de métrico-imperial para continuar indefinidamente. Cuando se utiliza en medición de peso de cuerpo, las prácticas comunes de Reino Unido, fuera de ajustes médicos, permanece el uso del stone de 14 libras como la medición primaria, por ejemplo «11 stones 4 libras», en vez de «158 libras» (como en los Estados Unidos), o «72 kilogramos» como es utilizado en otros lugares.
En los Estados Unidos, la Metric Conversion Act de 1975 declaró el sistema métrico como el «sistema preferido de pesos y medidas», pero no suspendió el uso del United States customary units, y Estados Unidos es el único país industrializado donde actividades comerciales no usan predominantemente el sistema métrico, a pesar de muchos esfuerzos para hacerlo, y la libra permanece ampliamente utilizada como una de las unidades acostumbradas clave.
Debido a la influencia de Estados Unidos, países como Colombia utilizan la palabra libra para referirse a ½ kg, o 500 g. Sin embargo, la ley colombiana prohíbe rotular en libras, por estar errada y variada.

## Uso histórico

### Libra romana
La libra (del latín "escala" / "balanza") romana estándar es una antigua unidad de masa que tenía aproximadamente entre 327,45 g y 328.9 g, que se corresponde con la denominada libra pesada. Estaba dividida en 12 unciae (onzas). La libra romana es el origen de la abreviatura «lb».
Es importante señalar que en las relaciones ponderales de Atenas y Roma, las onzas son diferentes, aunque tienen las mismas divisiones ponderales, a saber: la onza romana en 8 dracmas, la dracma en 3 escrúpulos, el escrúpulo en veinticuatro granos.

### En Gran Bretaña
Históricamente, un número de diferentes definiciones para la libra han sido utilizadas en Gran Bretaña. Entre estas estaban la libra avoirdupois (ing. avoirdupois pound) y las obsoletas libra de la Torre (ing. Tower pound), libra del mercader (ing. merchant's pound), libra de Londres (ing. London pound). Las libras Troy y onzas permanecen en uso, solo para el pesaje de ciertos metales preciosos, especialmente en el comercio, estas son normalmente citadas en onzas (ejemplo «500 onzas») y, cuando el tipo de onza no se específica explícitamente, se asume el sistema Troy.
Históricamente, la libra sterling (ing. Sterling pound) fue una libra de la Torre de plata. En 1528, la norma fue cambiada por la libra Troy.

#### Libra avoirdupois (ing.avoirdupois pound)
La libra avoirdupois, también conocida como libra de la lana (Ing. wool pound), primeramente, fue de uso general c. 1300. Fue inicialmente igual a 6992 granos Troy. La libra avoirdupois estaba dividida en 16 onzas. Durante el reinado de la reina Isabel I, la libra avoirdupois fue redefinida como 7000 granos Troy. Desde entonces, el grano ha sido una parte integral del sistema avoirdupois. Por 1758, existían dos estándares de peso del erario isabelino para la libra avoirdupois, y cuando se medían en granos Troy, se encontró que son 7002 granos y 6999 granos.

#### Libra de estándar imperial (ing.Imperial Standard Pound)
En el Reino Unido, los pesos y medidas han sido definidos por una larga serie de actas del parlamento, la intención de las cuales ha sido regular la venta de mercancías. Los materiales comerciados en los mercados son cuantificados de acuerdo a unidades y estándares aceptados en orden para evitar el fraude. Los estándares en sí mismos son definidos legalmente para facilitar así la resolución de disputas llevadas a la corte, solo medidas legalmente definidas serán reconocidas por las cortes. Instrumentos de cuantificación utilizados por los comerciantes (pesas, máquinas de pesaje, contenedores de volúmenes, medidores de longitud) son sujetos a inspección oficial, y a penas aplicadas, si son fraudulentos.
La Weights and Measures Act 1878, marcó una mayor revisión del sistema británico de pesos y medidas, y la definición de libra dada ahí permaneció en fuerza hasta los 1960. La libra fue definida, así (Sección 4):
El ... peso de platino ... depositado en el departamento de estándares de la Junta de Comercio ... continuará siendo el estándar imperial de ... peso ... y el peso de platino mencionado continuará siendo el estándar imperial para determinar la Libra Estándar Imperial para el Reino Unido.
El párrafo 13 dice que el peso in vacuo de este estándar será llamado la Libra Estándar Imperial, y todos los otros pesos mencionados en el acta y permitidos para el comercio deberán ser cerciorados solamente con él. El primer programa del acta dio más detalles de la Libra Estándar: es un cilindro de platino cerca de 1.35 pulgadas (34 mm) de alto, y 1.15 pulgadas (29 mm) de diámetro, y los bordes son cuidadosamente redondeados. Tiene una ranura de cerca de 0.34 pulgadas (6.6 mm) desde la parte superior, para permitir que el cilindro sea levantado utilizando un tenedor de marfil. Fue construido después de la destrucción de la Casa del Parlamento por incendio en 1834, y es estampado «P.S. 1844, 1 lb» (P.S. por Parliamentary Standard, ‘estándar parlamentario’).

#### Redefinición en términos del kilogramo
El acta británica de 1878 dice que contratos redactados en términos de unidades métricas serían considerados por las cortes hechos de acuerdo a las unidades imperiales definidas en el acta, y una tabla de equivalencias métricas fue suministrada, así que las equivalencias imperiales pueden ser calculadas legalmente. Esto definió, en la Ley de RU, unidades métricas en términos de las imperiales. La equivalencia para la libra fue dada como 1 lb = 453,592 65 g o 0,45359 kg, lo cual hace al kilogramo equivalente a cerca de 2,204 6213 lb.
En 1883, fue determinado juntamente por el departamento de estándares de la Junta de comercio británica y la Junta Internacional que 0,453 592 4277 kg era una mejor aproximación, y esta figura, redondeada a 0,453 592 43 kg le fue dado estatus legal por una orden en consejo en mayo de 1898.
En 1959, basado en posteriores medidas y coordinación internacional, el acuerdo internacional de yarda y libra definió una libra internacional siendo equivalente exactamente a 0,453 592 37 kg. Esto quiere decir la definición legal existente de la libra RU difiere de la libra estándar internacional por 0,06 miligramos. Para remediar esto, la libra fue nuevamente redefinida en el Reino Unido por el Weights and Measures Act 1963 para equiparar la libra internacional, estableciendo: la libra debe ser exactamente 0.453 592 37 kilogramos, una definición que permanece válida hasta el presente.
La redefinición de las unidades bases del SI de 2019 significa que la libra es ahora precisamente redefinida en términos de constantes fundamentales, terminando la era de su definición en términos de prototipos físicos.

#### Libra Troy
Una libra Troy (abreviada lb t) es igual a 12 onzas Troy y a 5760 granos, que es exactamente 373,241 7216 gramos. Los pesos Troy fueron usados en Inglaterra por joyeros. Los apotecarios también utilizaron la libra y onza Troy, pero añadieron las unidades dracmas (ing. drachms) y scruples en el sistema Apotecario de pesos.
Los pesos Troy deben tomar su nombre del mercado de Troyes en Francia, donde los mercaderes ingleses comerciaban hasta al menos tan temprano como los comienzos del siglo IX.
La libra Troy ya no esta en uso general o como unidad legal de comercio (fue abolida en el Reino Unido el 6 de enero de 1879 por la Weights and Measures Act of 1878), pero la onza Troy, 1⁄12 de la libra Troy, es aún utilizada para la medición de gemas tales como ópalos, y metales preciosos tales como plata, platino y, particularmente, oro.

#### Libra de la Torre (ing.Tower pound)
El sistema llamado peso de la Torre (ing. Tower weight) fue el nombre más general para la libra del rey Offa (ing. King Offa's pound). Este data del 757 d. C. y estaba basado en el penique de plata (ing. silver penny).
La libra de la Torre también fue llamada la libra de los acuñadores (ing. Moneyers' Pound), refiriéndose a los acuñadores sajones antes de la conquista; la libra esterlina (ing. Easterling pound), la cual se refiere a los comerciantes del este de Alemania, o a los comerciantes de la costa este del mar Báltico, o tratantes de bienes asiáticos que se asentaron en el muelle Steelyard; y la libra de La Rochelle (ing. Rochelle Pound) por los escritores franceses, ya que también estaba en uso en La Rochelle. Un casi idéntico peso fue empleado por los alemanes para el pesaje de oro y plata.
La libra mercantil (ing. mercantile pound) (1304) de 6750 granos Troy, o 9600 granos de la Torre, deriva de esta libra, como 25 pesos-chelín (ing. shilling-weights) o 15 onzas de la Torre, para uso general comercial. Múltiples libras basadas en la misma onza fueron muy comunes. En mucho de Europa, la libra de Apotecario y libra comercial fueron números diferentes de la misma onza.
El sistema de la Torre fue referenciado a un prototipo estándar encontrado en la Torre de Londres y circuló concurrentemente con los sistemas avoirdupois y Troy hasta el reinado de Enrique VIII, cuando una proclama real fechada en 1526, requirió que la libra Troy fuese usada para propósitos de acuñación en lugar de la libra de la Torre. No se conoce ningún patrón de la libra de la Torre que haya sobrevivido.
La Libra de la Torre fue equivalente a cerca de 350 gramos.
|                                 | Granos de la Torre | Granos Troy |
| ------------------------------- | ------------------ | ----------- |
| 1 libra mercantil (15 oz)       | 9600               | 6750        |
| 1 libra de la Torre (12 oz)     | 7680               | 5400        |
| 1 onza de la Torre (29 dwt)     | 640                | 450         |
| 1 Pennyweight de la Torre (dwt) | 32                 | 22 ½        |

#### Libra del mercader (ing.Merchant's pound)
La libra del mercader, libra mercantil, libra mercantoria o libra comercial (ing. mercantile pound o commercial pound) fue considerada ser compuesta por 25, más bien que por 20 shillings de la Torre de 12 pence. Era igual a 9600 granos de trigo (ing. wheat grain) (15 onzas de la Torre o 6750 granos) y fue utilizado en Inglaterra hasta el siglo XIV para bienes otros que dinero y medicinas («electuarios»).

#### Libra de Londres (ing.London pound)
La libra de Londres es aquella de la Hansa, como utilizada en varias plazas comerciales. La libra de Londres está basada en 16 onzas, cada onza dividida como onza de la Torre. Nunca llegó a ser estándar legal en Inglaterra, el uso de esta libra creció y decayó con la influencia de la misma Hansa.
Una libra de Londres era igual a 7200 granos Troy (16 onzas Troy) o, equivalentemente, 10 240 granos de la Torre (16 onzas de la Torre).
|                            |                                                | Granos de la Torre | Granos Troy |
| -------------------------- | ---------------------------------------------- | ------------------ | ----------- |
| 1 libra de Londres (16 oz) | 1 1/3 libras de la Torre (1.25 libras Troy)    | 10 240             | 7200        |
| 1 onza de Londres (20 dwt) | 1 onza de la Torre (1 onza Troy)               | 640                | 450         |
| 1 Pennyweight de Londres   | 1 Pennyweight de la Torre (1 Pennyweight Troy) | 32                 | 22 ½        |

### En los Estados Unidos
En los Estados Unidos, la libra avoirdupois como una unidad de masa ha sido oficialmente definida en términos del kilogramo desde la Mendenhall Order of 1893. Esa orden definió la libra como 2.204 62 libras por un kilogramo. El siguiente año, esta relación fue redefinida como 2.204 622 34 libras por kilogramo, siguiendo la determinación de la libra británica.
En 1959, la United States National Bureau of Standards redefinió la libra (avoirdupois) a ser exactamente igual a 0.453 592 37 kilogramos, como había sido declarado por el International Yard and Pound Agreement de ese año. De acuerdo con una publicación de 1959 del NIST, la libra de Estados Unidos de 1894, difiere de la libra internacional por aproximadamente una parte en 10 millones. La diferencia es tan insignificante que puede ser ignorada para casi todo propósito práctico.

### Litrabizantina
Los bizantinos utilizaron una serie de medidas conocidas como libras (latín: libra, griego antiguo: λίτρα, romanizado como litra). La más común fue la logarikē litra (λογαρική λίτρα, ‘libra de cuenta’), establecida por Constantino el Grande en 309/310. Formaba la base del sistema monetario bizantino, con 1 litra de oro equivalente a 72 solidi. Cien litrai eran conocidas como un kentēnarion (κεντηνάριον, quintal). Su peso parece tener un decremento gradual del original 324 gramos a 319. Debido a su asociación con el oro, también fue conocido como la chrysaphikē litra (χρυσαφική λίτρα, ‘libra de oro’) o la thalassia litra (θαλάσσια λίτρα, ‘libra marítima’), pero también podía ser usada como una medida de tierra, igualando un cuarentavo del thalassios modios.
La soualia litra fue específicamente utilizada para el pesaje de aceite de oliva o madera, y corresponde a 4⁄5 de la logarikē, por ejemplo 256 g. Algunas regiones periféricas, especialmente en tiempos tardíos, adoptaron varias medidas locales, basadas en medidas italianas, árabes o turcas. La más importante de éstas fue la argyrikē litra (αργυρική λίτρα, ‘libra de plata’) de 333 g, encontrada en Trebisonda y Chipre, y probablemente de origen árabe.

### Livrefrancesa
Desde la Edad Media, varias libras (fr. livre) han sido utilizadas en Francia. Desde el siglo XIX, una livre ha sido referenciada a la libra métrica, como 500 g.
La livre esterlin fue equivalente a cerca de 367.1 gramos (5666 gr) y fue utilizada entre el tardío siglo IX y mediados del siglo XIV.
La livre poids de marc o livre de Paris era equivalente a cerca de 489.5 gramos (7554 gr) y fue utilizada entre los 1350 y el tardío siglo XVIII. Fue introducida por el gobierno de Juan II.
La livre métrique fue fijada igual al kilogramo por el decreto de 13 Brumaire an IX entre 1800 y 1812. Esta fue una forma de libra métrica oficial.
La livre usuelle (unidad tradicional) fue definida como 500 gramos por el decreto del 28 de marzo de 1812. Fue abolida como unidad de masa efectiva el 1 de enero de 1840 por un decreto del 4 de julio de 1837, pero aún es utilizada, informalmente.

### Pfundalemán y austriaco
Derivada, originalmente, de la libra romana, la definición varía a través del Sacro Imperio Romano Germánico en la Edad Media y en adelante. Por ejemplo, los pesos y medidas de la Monarquía Habsburgo fueron reformados en 1761 por la emperatriz María Teresa de Austria. La extraordinariamente pesada libra Habsburgo (civil) de 16 onzas fue después definida en términos como 560.012 gramos. Las Reformas Bávaras en 1809 y 1811 adoptaron, esencialmente, el mismo estándar como la libra austriaca. En Prusia, una reforma en 1816 definió una libra civil uniforme en términos del pie prusiano y agua destilada, resultando en una libra prusiana de 467.711 gramos.
Entre 1803 y 1815, todas las regiones alemanas al oeste del río Rin estaban bajo control francés, organizados en los departamentos Roer, Sarre, Rhin-et-Moselle y Mont-Tonnerre. Como resultado del Congreso de Viena, nuevamente, estas regiones pasaron a ser parte de varios estados alemanes. Sin embargo, varias de estas regiones retuvieron el sistema métrico y adoptaron un libra métrica de precisamente 500 gramos. En 1854, la libra de 500 gramos, también se convirtió en el estándar oficial de masa de la Unión Aduanera de Alemania y fue renombrada la Zollpfund, pero libras locales continuaron coexistiendo con la libra Zollverein por algún tiempo en algunos estados alemanes. Hoy en día, el término Pfund está algunas veces aún en uso y universalmente se refiere a la libra de 500 gramos.

### Funtruso
La Libra rusa (Фунт, funt) es una unidad de medida de masa rusa obsoleta. Es igual a 409.51718 gramos. En 1899, el funt fue la unidad básica de peso, y todas las demás unidades de peso fueron formadas a partir de ella, en particular, un zolotnik era 1⁄96 de un funt, y un pood era 40 fúnty.

### Skålpund
El Skålpund era una medición escandinava que variaba en peso entre regiones. Desde el siglo XVII en adelante, era igual a 425,076 gramos en Suecia pero fue abandonado en 1889 cuando Suecia cambió al sistema métrico. En Noruega, el mismo nombre fue utilizado para el peso de 498.1 gramos. En Dinamarca, igualaba 471 gramos. En el siglo XIX, Dinamarca siguió el liderazgo de Alemania y redefinió la libra a 500 gramos.

### Librayarrátelportugués
La unidad portuguesa que corresponde a la libra de diferentes naciones es el arrátel, equivalente a 16 onzas de Colonha, una variante del estándar de Colonia. Este arrátel fue introducido en 1499 por Manuel I, rey de Portugal. Basado en una evaluación de las pilas de peso de bronce anidadas distribuidas por Manuel I a diferentes ciudades, el arrátel de Manuel I ha sido estimado en 457.8 g. En el comienzo del siglo XIX, el arrátel fue evaluado en 459 g.
En el siglo XV, el arrátel fue de 14 onzas de Colonha o 400.6 g. La libra portuguesa era lo mismo que 2 arráteis. Había también arráteis de 12.5 y 13 onzas y libras de 15 y 16 onzas. También fue usado el estándar de Troyes o Tria.

### Libra de Jersey
Una libra de Jersey es una unidad de masa obsoleta utilizada en la isla de Jersey desde el siglo XIV al siglo XIX. Era equivalente a cerca de 7561 granos (490 gramos). Debe haber sido derivado de la Livre poids de marc francesa.

### Libra de Trone
La libra de Trone es una de un número de unidades de medida escocesas obsoletas. Era equivalente a entre 21 y 28 onzas avoirdupois (cerca de 600 a 800 gramos)

### Libra métrica
En varios países, sobre la introducción de un sistema métrico, la libra (o su traducción) llegó a ser un término histórico y obsoleto, aunque algunos lo han retenido como un término informal sin un valor específico. En alemán, el término es Pfund, en francés livre, en neerlandés pond, en español y portugués libra, en italiano libbra, y en danés y sueco pund.
Aunque no desde el mismo origen lingüístico, el chino jīn (斤, también conocido como catty) en la China continental tiene una definición moderna de exactamente 500 gramos, divididos en 10 liǎng (两). Tradicionalmente cerca de 605 gramos, el jin ha estado en uso por más de 2000 años, sirviendo el mismo propósito de «libra» para medida de peso de uso común.
Cientos de libras viejas fueron reemplazadas en esta forma. Ejemplo de las libras viejas son una de alrededor de 459 a 460 gramos en España, Portugal y Latinoamérica; una de 498.1 gramos en Noruega, y varias diferentes en lo que ahora es Alemania.
Desde la introducción de la escala del kilogramo e instrumentos de medición solo en gramos y kilogramos, una libra de producto debe ser determinada por pesaje de producto en gramos, ya que el uso de la libra no está sancionado para el comercio entre la Unión Europea.
- La libra castellana fue utilizada ampliamente en España y en sus territorios americanos. Esta libra equivalía a 16 onzas castellanas (460,093 gramos). Según R.D. 9/12/1852, equivale a 460,093 gramos.[12] 100 libras castellanas equivalen 1 quintal, lo que se utiliza mucho todavía en los mercados de Bolivia y otros países de la región.
- La libra farmacéutica castellana fue utilizada en la farmacología española, diferenciándose de la libra anglosajona. Esta libra equivalía a 12 onzas medicinales (345,069 75 gramos).
- La libra catalana (lliura) equivalía a 400 gramos. Esta libra también se dividía en 12 onzas.
- Otras libras españolas tenían valores diferentes, como 350 gramos la de Zaragoza, o 492 gramos (o 17 onzas) la de Guipúzcoa.
- La libra napolitana, utilizada en el reino de Nápoles, equivalía a 320,759 gramos.[13]

En España se sigue utilizando la libra para el peso de borregos o corderos en muchas zonas de Extremadura y algo en Andalucía.
En el peso y precio de cerdos todavía en la lonja de Extremadura y Andalucía, lo siguen cotizando en arrobas y libras. 
Una arroba son 11,5 kg.
Una arroba (@) son 25 libras
Un quintal 4 @ o 100 libras.
Por tanto 1 kg son 2,1739 lb
O una libra son 0,46 kg.

## Uso en armamento
Los cañones y carronadas de alma lisa son designados entre los anglosajones por el peso en libras imperiales del proyectil de hierro sólido esférico de diámetro que encaja en el cañón. Un cañón que dispara una bala de 6 libras, por ejemplo, es llamado un six-pounder. Medidas estándares son 6, 12, 18, 24, 32 y 43 libras; también existen 68-pounder, y otras armas de uso no estandarizadas del mismo esquema. Vea carronada.
En Francia para artillería se utilizaba la libra francesa (489.5 gramos) hasta el siglo XIX y en España, desde la instauración de la dinastía borbónica, se utilizaba también para artillería la libra francesa, por lo que un cañón inglés de 24 libras dispara una bala de peso menor que un cañón de 24 libras español o francés.
Una definición similar, utilizando balas de plomo, existe para determinar el calibre de una escopeta.

## La libra como patrón monetario
La primera emisión de moneda en Roma, efectuada en el siglo IV a. C., fue el as libral, cuyo peso estaba basado en el de la libra griega, y era de 327,4 gramos de plata. El resto de monedas emitidas a lo largo de su historia, tales como los denarios y sestercios, estaban basadas en subdivisiones de este patrón monetario.
En el año 800 Carlomagno adoptó la libra de 489,6 gramos divisible en 2 marcos. Se utilizó como patrón para la talla de las monedas, estableciéndose que cada libra equivalía a 20 sueldos o a 240 dineros.
Solamente existía el dinero como moneda real. Los sueldos, marcos y libras eran unidades de cuenta.
1 libra = 20 sueldos = 240 dineros (cuyo nombre viene de denario).